# مصطفى العدوي
مُصْطَفَى بْنُ العَدَوِيِّ بن أحمد شلباية (المُكنَّى بـ"أبي عبد الله") (وُلِد سنة 1374 هـ في قرية منية سمنود) محدِّث مصري. أتمَّ حفظ القرآن وهو في المرحلة الثانوية على يد مشايخ قريته، وكان قد بدأ في كُتَّابها، ثَمَّ تدرَّج في مراحل التعليم النظامي كأقرانه من أبناء بلدته في مدارس المحافظة حتى الثانوية، ثم التحق بكلية الهندسة، وتحديدًا بقسم الهندسة الميكانيكية (1397–1398 هـ).
وبعد ذلك رحل إلى اليمن لطلب العلم عند مقبل بن هادي الوادعي، وحضر دروسه بين عامي (1400–1404 هـ). ثم عاد إلى مصر، وأنشأ مسجدا صغيرا في قريته التي ولد فيها، وشرع في تدريس صحيحي البخاري ومسلم، ودرَّس التفسير والفقه. ومع مرور الوقت ذاع صيته وازداد عدد طلبته فأنشأ مسجدا أكبر يضم مكتبة كبيرة.
وله مؤلفات في الفقه والحديث ومصطلح الحديث والتفسير، كما أن لديه مشروعًا كبيرًا في التفسير على صورة سؤال وجواب، يحمل عنوان «التسهيل لتأويل التنزيل». وله في الفقه كتاب «الجامع لأحكام النساء» في خمسة مجلدات؛ أربعة منها للشرح، والخامس مخصص لأسئلة التمرين. وله كتاب آخر في عموم الفقه بعنوان «الجامع العام في الفقه والأحكام»، وغيرها.

## مؤلفاته
- البيان في معاني كلمات القرآن
- النور الساري في شرح صحيح البخاري
- روضة المحبين في فضائل صحابة النبي الأمين - صلى الله عليه وسلم -
- فقه التعامل مع الوالدين
- المنتخب من مسند عبد بن حميد
- خطب العامة من الكتاب والسنة
- الصحيح المسند من أذكار اليوم والليلة
- الصحيح المسند من فضائل الصحابة
- الصحيح المسند من الأحاديث القدسية
- روضة المحبين في فضائل صحابة النبي الأمين - صلى الله عليه وسلم -
- ردود على شبهات حول الإسلام
- تفسير الربانيين لعموم المؤمنين
- قبس مختار من صحيح الاذكار
- الجليس الصالح وجليس السوء
- البيان في معاني كلمات القرآن
- تهذيب شرح العقيدة الطحاوية
- محمد رسول الله
- مختصر معارج القبول

وله أيضاً كتب غيرها في الفقه، والعلل، والمصطلح.

## تحقيقاته
له عدة من التحقيقات لعدّة كتب منها:
- المنتخب، للإمام الحافظ عبد بن حميد
- الفرقان بيان أولياء الرحمن وأولياء الشيطان، لشيخ الإسلام ابن تيمية
- الوابل الصيب من الكلم الطيب، لابن القيم الجوزية
- شرح العقيدة الطحاوية، لابن أبي العز الحنفي
- تفسير القرآن العظيم، للحافظ ابن كثير